# Digiblast
Digiblast - Personal Media Center (estilizado digiBLAST personal media center) es una consola portátil construida, desarrollada y fabricada por tres compañías independientes: Nikko Europe B.V. en Países Bajos, Grey Innovation en Australia y Vivid Imaginations en Reino Unido. Se lanzó en 2005 principalmente como una consola de juegos, pero puede aprovechar los cartuchos especiales que también le permiten ver dibujos animados en formato RealPlayer y, con un complemento particular, es posible desde el PC transferir y escuchar archivos de audio en formato MP3. Otro complemento te permite conectar la consola a una TV, que es incompatible con algunos juegos y de mala calidad, ya que estos y todos los elementos en pantalla se muestran en una pequeña ventana.
 También existía un complemento más reciente con la capacidad de tomar fotografías a una resolución de 1,3 megapíxeles, que sin embargo nunca vio su lanzamiento en las tiendas.
El Digiblast - Personal Media Center salió al mercado a un precio de unos 90€, y trató de hacerse un hueco en el mercado de las consolas portátiles que vio el lanzamiento de la Nintendo DS y la PSP (de Nintendo y Sony respectivamente), fracasando miserablemente con poco más de 100.000 unidades vendidas.

## Características
La consola consta de una pantalla LCD de 2,7 pulgadas y con 4096 colores de baja calidad, afectada por ghosting y con un morado dominante que va desapareciendo gradualmente durante el uso, que sin embargo no afecta la experiencia de juego.
También está equipado con un pedestal en la parte posterior de la caja que le permite sostenerse solo mientras mira, por ejemplo, una caricatura de las del catálogo.
El altavoz en Mono, cuya calidad no es la mejor, lo hace menos que ideal para escuchar música, aunque esta función también se proporciona.

## Lista de títulos

### Videojuegos
| Título                                                    | Desarrollador                                                   | Distribuidor                                        | Género                         | Fecha de salida         |
| --------------------------------------------------------- | --------------------------------------------------------------- | --------------------------------------------------- | ------------------------------ | ----------------------- |
| Activision Anthology                                      | Nikko Europe                                                    | Activision                                          | Recopilación                   | 31 de diciembre de 2005 |
| Atari Classics Games                                      | Digital Eclipse Nikko Europe (portabilidad de Digiblast)        | Nikko Europe                                        | Recopilación                   | 1 de diciembre de 2005  |
| Crazy Jack                                                | Int13 Production                                                | Nikko Europe                                        | Plataformas                    | 25 de abril de 2006     |
| Cuccioli Cerca Amici                                      | Engine Software                                                 | Nikko Europe                                        | Simulador de vida              | 1 de junio de 2007      |
| Das Magische Labyrinth                                    | Nurogames                                                       | Kiddinx Entertainment                               | Rompecabezas                   | 23 de noviembre de 2009 |
| digiQUAD                                                  | Viex Games                                                      | Nikko Europe                                        | Simulador de vida              | 18 de diciembre de 2005 |
| The Fast and the Furious & 2 Fast 2 Furious               |                                                                 | Nikko Europe (portabilidad de Digiblast)            | Simulador de vida              |                         |
| Freddi Fish - Het Verhaal van de Verdwenen Zeewierzaadjes | Humongous Entertainment Atari (portabilidad de Digiblast)       | Transposia Nikko Europe (portabilidad de Digiblast) | Aventura                       | 2005                    |
| Gold Miner Joe                                            | Arcade Lab                                                      | Nikko Europe                                        | Plataformas                    | 30 de octubre de 2006   |
| Gormiti: The Masters of the Gorm Island                   | Engine Software                                                 | Nikko Europe                                        | Acción, Lucha                  | 30 de octubre de 2006   |
| Gormiti 2: Lotta Oscura                                   | Engine Software                                                 | Nikko Europe                                        | Acción, Lucha                  | 31 de diciembre de 2007 |
| Gormiti 3: Agguato nella Valle                            | Engine Software/AIM Productions                                 |                                                     | Lucha                          | 30 de noviembre de 2007 |
| Pitfall: The Lost Expedition                              | Torus Games Endgame Studios (portabilidad de Digiblast)         | Activision Nikko Europe (portabilidad de Digiblast) | Plataformas, Aventura dinámica | 25 de febrero de 2006   |
| Rayman 3: Hoodlum Havoc                                   | Ubisoft Montpellier Endgame Studios (portabilidad de Digiblast) | Ubisoft Nikko Europe (portabilidad de Digiblast)    | Plataformas                    | 25 de abril de 2006     |
| SparkBlast                                                | Engine Software                                                 | Nikko Europe                                        | Disparos                       | 2007                    |
| Spider-Man: Mysterio's Menace                             | Vicarious Visions Endgame Studios (portabilidad de Digiblast)   | Activision Nikko Europe (portabilidad de Digiblast) | Acción                         | 25 de febrero de 2006   |
| SuperStar Chefs                                           | Arcade Lab                                                      | Nikko Europe                                        | Plataformas                    | 25 de abril de 2006     |
| Tony Hawk's Pro Skater 4                                  | Vicarious Visions                                               | Activision Nikko Europe (portabilidad de Digiblast) | Skateboarding                  |                         |
| Truckz Racing                                             | Engine Software/Reactor                                         | Nikko Europe                                        | Simulador de vida              | 2006                    |
| Wade Hixton's Counter Punch                               | Engine Software/Inferno                                         | Nikko Europe                                        | Boxeo                          | 25 de abril de 2006     |
| X-Men 2: La venganza de Wolverine                         | GenePool Software                                               | Activision Nikko Europe (portabilidad de Digiblast) | Acción                         |                         |

### Dibujos animados
Para cada serie están contenidos en el cartucho tres episodios.
- Crazy Mix[N 5]
- Gormiti - De los orígenes al eclipse ("Los orígenes", "El gran eclipse" y "El eclipse final")
- Gormiti - Las batallas decisivas ("Ataque a Gorm" y "Choque final")
- Power Rangers S.P.D.
- Sonic X ("Aparece SuperSonic the Hero", "Escape from Area 99" y "Dr. Eggman's Ambition")
- SpongeBob SquarePants ("Persiguiendo medusas"/"¡Plancton!",[N 6] "Un vecino en disputa"/"Examen de manejo", "Entrega"/"Dulce hogar de piña" y "El regreso de los superhéroes"/"Todo se trata de los pepinillos")
- Teenage Mutant Ninja Turtles ("No salgas de esa alcantarilla", "La ratonera" y "El ataque de las ratas")
- Totally Spies! ("Cosas para músicos", "Reina por un día" y "Jerry's Sub")
- Winx Club ("Un hada en Gardenia",[N 6] "¡Bienvenido a Magix!", "El anillo de Stella" y "El pantano de Melmamora")
- Yu-Gi-Oh! ("El corazón de las cartas", "El desafío" y "Viaje al reino de los duelistas")

## Italia
Distribuido por Giochi Preziosi, Digiblast - Personal Media Center hace su debut en el mercado italiano en Navidad 2005 sin cosechar gran éxito, a pesar de una intensa campaña publicitaria televisiva con DJ Francesco como testimonio oficial. Esta última confiaba mucho en las cualidades multimedia de la consola pero, también gracias a algunos problemas de suministro de los cartuchos en las tiendas, quedó un poco descuidada, para luego hacer su reaparición por Navidad del año siguiente (2006).